# Saint-Hubert-de-Rivière-du-Loup
Pour les articles homonymes, voir Saint-Hubert et Rivière du Loup.
Saint-Hubert-de-Rivière-du-Loup est une municipalité du Québec située dans la MRC de Rivière-du-Loup dans la région administrative du Bas-Saint-Laurent.

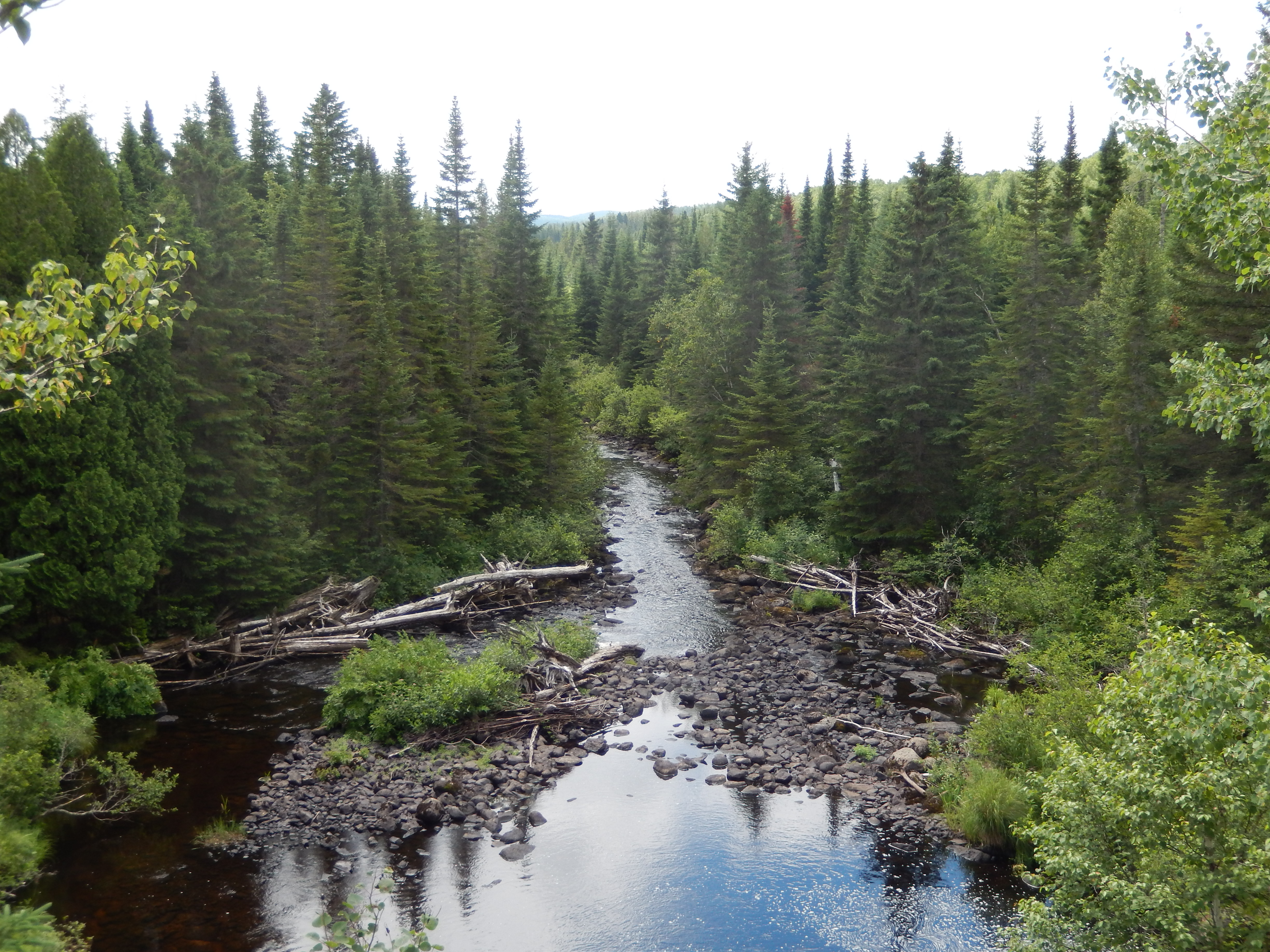
La rivière Saint-François à Saint-Hubert-de-Rivière-du-Loup.

## Histoire
Les premiers colons du territoire commencent à défricher les lieux vers 1869 et se dotent d'une paroisse érigée canoniquement dès 1885, laquelle, dénommée Saint-Hubert, donnera son appellation à la municipalité de paroisse officiellement établie en 1895 sous le nom de Saint-Hubert-de-Témiscouata. Celui-ci a été changé en 1997 pour Saint-Hubert-de-Rivière-du-Loup afin, de dissiper toute confusion sur le plan local.
L'appellation honore saint Hubert le patron des chasseurs, évêque de Tongres-Maastricht (Belgique), né près de Liège, mort en 727. 
À l'époque de la colonisation, l'endroit était fortement renommé comme lieu de pêche et de chasse.

## Géographie
Située dans les monts Notre-Dame, la municipalité est parsemée de plusieurs grands lacs, dont les lacs de la Grande-Fourche, Saint-Hubert et Saint-François, qui attirent de nombreux villégiateurs. Plusieurs cours d'eau du bassin versant de la rivière des Trois Pistoles coulent sur le territoire de la municipalité. À partir du lac de la Grande Fourche, dans le centre, la rivière Sénescoupé coule vers le nord-est.
La rivière Toupiké en traverse le sud-ouest vers le nord-est.
La rivière Petite Fourche traverse le sud-ouest jusqu'à sa confluence avec la rivière Toupiké.
La rivière Plate traverse la pointe sud-est vers le nord-est.
La rivière Mariakèche fait une brève incursion dans le nord-ouest.
Saint-Hubert-de-Rivière-du-Loup est traversée par la route 291.

## Démographie
| 1996  | 2001  | 2006  | 2011  | 2016  | 2021  |
| ----- | ----- | ----- | ----- | ----- | ----- |
| 1 374 | 1 322 | 1 422 | 1 235 | 1 279 | 1 412 |

## Administration
Les élections municipales se font en bloc pour le maire et les six conseillers.
| Saint-Hubert-de-Rivière-du-Loup Maires depuis 2001                                                                   |                   |         |          |
| Élection | Maire             | Qualité | Résultat |
| 2001 | Jacques Morin     |         | Voir     |
| 2005 | Jacques M.-Martin |         | Voir     |
| n/d | Napoléon Lévesque |         | n/d      |
| 2009 | Napoléon Lévesque | Voir    |          |
| 2013 | Gilles Couture    |         | Voir     |
| 2017 | Gilles Couture    | Voir    |          |
| 2021 | Josée Ouellet     |         | Voir     |
| Élection partielle en italique Depuis 2005, les élections sont simultanées dans toutes les municipalités québécoises |                   |         |          |

## Patrimoine

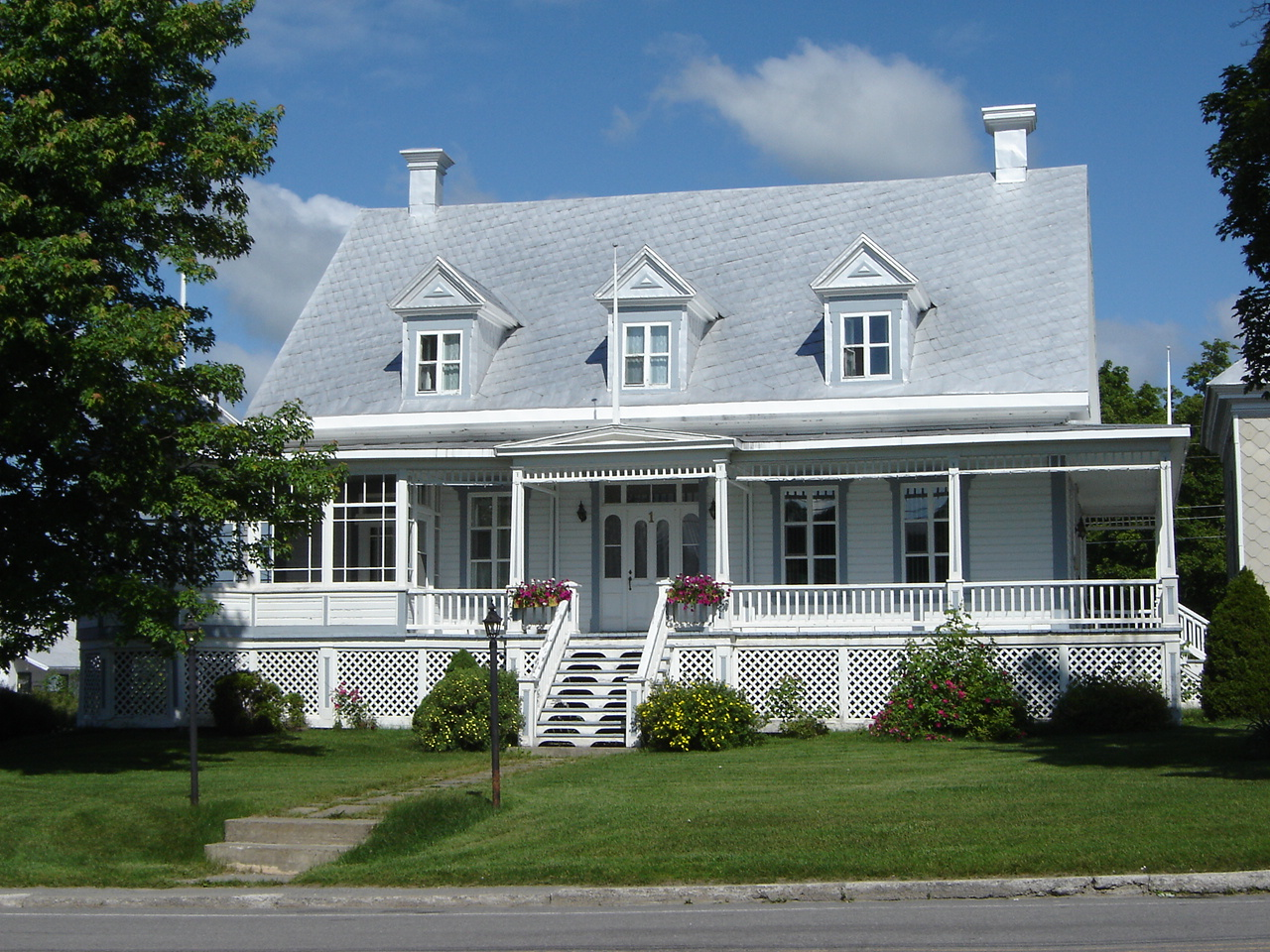
Le presbytère de Saint-Hubert-de-Rivière-du-Loup.

Le presbytère de Saint-Hubert, reconnu monument historique, a été construit en 1878. Il s'agit de la première chapelle de la paroisse, qui logeait aussi le curé. Elle a été transformée en presbytère en 1900, lors de l'édification de l'église.
La valeur patrimoniale du presbytère de Saint-Hubert repose aussi sur son intérêt architectural. Le presbytère, construit en pièce sur pièce et recouvert de planches de bois à clins, se distingue particulièrement par l'élégance que lui confèrent des éléments ornementaux empruntés au néoclassicisme.

## Éducation
Le village de Saint-Hubert a compté, pendant plusieurs années, deux écoles : une école primaire (École Saint-Rosaire) et une école secondaire (École Saint-Jean-Baptiste). Depuis plus de 20 ans, on y trouve une seule école (École des Vieux-Moulins), qui accueille des élèves du niveau préscolaire à la troisième année du secondaire. Cette dernière a ouvert ses portes en 1987.

## Récréotourisme
Plusieurs centaines de résidences de villégiature bordent les trois lacs de la municipalité (de la Grande-Fourche, Saint-Hubert et Saint-François). Les lacs Saint-Hubert et Saint-François s'insèrent dans un paysage naturel de collines et de forêt, tandis que le lac de la Grande-Fourche offre à voir un paysage moins accidenté et agro-forestier. Au lac de la Grande-Fourche, on trouve une plage municipale et un camping qui permettent aux touristes de profiter des beautés de cette région.

## Personnalités
- Leo Kerouac (père de l'écrivain Jack Kerouac)

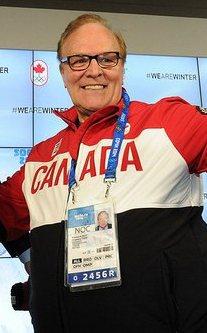
Marcel Aubut.

- Marcel Aubut (avocat et ex-président des Nordiques de Québec)
- Raymond Malenfant (Homme d'affaires)